# Juan Manuel Cuá Ajacum
Juan Manuel Cuá Ajacum (Totonicapán, 22 de abril de 1962) es un eclesiástico católico guatemalteco. Desde el 15 de abril de 2023 es el obispo de Quiché.

## Biografía
Juan Manuel nació el 22 de abril de 1962, en el municipio guatemalteco de Totonicapán.
Tras realizar su formación primaria y secundaria, ingresó en el Seminario Mayor Nacional de Guatemala, donde cursó los estudios eclesiásticos.
Estudió en la Pontificia Universidad de la Santa Cruz (1996-1998), donde obtuvo la licenciatura en Teología dogmática.

### Sacerdocio
Su ordenación sacerdotal fue el 13 de mayo de 1995; incardinándose en la arquidiócesis de Santiago de Guatemala.
- Vicario parroquial en San Juan Sacatepéquez (1995-1996).
- Párroco de San Pablo Apóstol (1998-2001).
- Formador en el Seminario Mayor Nacional de Guatemala (2001-2004).
- Párroco de San Juan María Vianney (2004-2018).
- Secretario adjunto de la Conferencia Episcopal de Guatemala (2008-2012).
- Párroco de Ntra. Sra. del Rosario (2018-2021).[1]
- Director del Centro Pastoral arquidiocesano (2018-2021).
- Miembro del Colegio de Consultores (2021).

### Episcopado
El 27 de marzo de 2021, el papa Francisco lo nombró obispo titular de Rosella y obispo auxiliar de Los Altos Quetzaltenango-Totonicapán. Fue consagrado el 24 de junio del mismo año, en la Catedral de Quetzaltenango, a manos del arzobispo Mario Alberto Molina Palma OAR.
El 15 de abril de 2023, el papa Francisco lo nombró obispo de Quiché. Tomó posesión canónica el 1 de julio del mismo año, durante una ceremonia en el Colegio El Rosario.